# Налякані (фільм)
«Налякані» (ісп. Aterrados) — аргентинський фільм жахів 2018 року, написаний і знятий режисером Деміаном Руньйою, про серію надприродних подій в одному з районів Буенос-Айреса.

## Сюжет
Вдома в Буенос-Айресі Клара чує дивні голоси, що долинають з отвору в кухонній раковині. Здається, голоси обговорюють план її вбивства. Тієї ночі, прокинувшись від стукоту, її чоловік Хуан з жахом виявляє, що мертве тіло Клари висить у повітрі в їхній ванній кімнаті, неодноразово б'ючись об стіну, наче підкинуте невидимою силою.
Вальтер, який живе по сусідству, також переживає надприродні явища. Щоночі, коли він намагається заснути, невидимі сили трясуть і пересувають його меблі, включаючи ліжко. Коли він знімає ці події на відеокамеру, то бачить, як з-під ліжка з'являється висока оголена фігура, стоїть над ним, поки він спить, і ховається в шафі.
Через дорогу Алісія оплакує смерть свого маленького сина, збитого автобусом біля будинку Вальтера. Колишній хлопець Алісії, комісар поліції Фунес, телефонує Хано, досліднику паранормальних явищ і колишньому коронеру. Хано бачить мертвого хлопчика, що сидить за кухонним столом, який, очевидно, повернувся з кладовища, залишивши за собою брудні сліди. Поміркувавши, вони врешті-решт переносять тепер уже неживий труп до зовнішньої морозильної камери.
Неподалік Хано зустрічає доктора Мору Альбрек, ще одного дослідника паранормальних явищ. Мора приїхала, щоб зустрітися з Вальтером після перегляду відеозаписів, які він їй надіслав. Однак він зник, залишивши свій будинок порожнім. Разом з Розентоком, ще одним дослідником надприродного, Хано та Альбрек відвідують Хуана, який тепер є головним підозрюваним у вбивстві своєї дружини і перебуває у психіатричній лікарні. Переконавшись, що вони вірять його розповіді, Хуан дозволяє їм дослідити його будинок.
Фахівці повертаються на неспокійну вулицю, а потім розходяться, щоб дослідити по одному будинку. Фюнес супроводжує Розенштока, який базується в будинку Вальтера. Коли відбуваються дивні явища, а слідчі починають гинути жахливими і незрозумілими способами, Фюнес розуміє, що у нього немає іншого вибору, окрім як втекти з місця події, або ж ризикувати власним життям. Почувши від іншого офіцера, він повертається до будинків з бензином і спалює їх дотла.
Повернувшись до психіатричної лікарні, поліцейські намагаються допитати Хуана, але їх відволікає постать високого чоловіка позаду них, схожого на обгорілого Розентока. Вони обертаються, не бачачи нічого, окрім порожнього стільця. Раптом стілець летить у бік камери.

## Актори
| Актор               | Роль                |
| ------------------- | ------------------- |
| Максиміліано Гіоне  | комісар Фунеса      |
| Норберто Гонсало    | Хано                |
| Ельвіра Онетто      | доктор Мора Альбрек |
| Джордж Л. Льюїс     | Розенток            |
| Джульєта Валліна    | Алісія              |
| Деміан Саломон      | Вальтер             |
| Агустін Ріттано     | Хуан                |
| Наталія Сеньйоралес | Клара               |
| Матіас Расковскі    | хлопчик             |
| Лоренцо Лангер      | Патрісіо            |

## Продовження
У грудні 2018 року повідомлялося, що Ґільєрмо дель Торо має намір продюсувати ремейк фільму для Searchlight Pictures.
Під час карантину, спричиненого пандемією COVID-19, сценарист і режисер Деміан Рунья повідомив, що працює над другою чернеткою сценарію для сиквелу "Налякані 2".

## Відгуки
Фільм визнаний багатьма спеціалізованими критиками одним із найкращих представників вітчизняного жанру жахів за останні роки. Сайт Todas las críticas поставив йому оцінку 74/100 згідно з консенсусом 32 рецензій.
Критик газети Clarín Пабло О. Шольц стверджує, що фільм є "міцною і добре приправленою стравою (...) для любителів жанру".
Зі свого боку, Гораціо Бернадес з газети Página 12 оцінює фільм на 7/10, уточнюючи у своїй рецензії, що режисер "використовує кров у суто драматичній функції, не перетворюючи її на фестиваль", а також, як і багато інших критиків, відзначає акторський склад як компетентний, а виконавців Ельвіру Оттано, Норберто Гонсало та Аґустіна Ріттано - як найвідоміших.
У свою чергу, критик Каталіна Длугі зі свого сайту El Portal de Catalina поставила стрічці оцінку 3,5/5, стверджуючи, що "Налякані" - це дебютний фільм режисера та аргентинського жанру жахів.